# Château de Capendu
Pour les articles homonymes, voir Capendu (homonymie).
Le château de Capendu est un château situé à Capendu, en France.

## Localisation
Le château est situé sur la commune de Capendu, dans le département français de l'Aude.

## Historique
L'édifice est classé au titre des monuments historiques en 1927 (Vestiges du chœur et pans de murs anciens avoisinants de la chapelle).